# Регент
Ре́гент (від лат. rego — «правлю») — особа, яка у монархічних державах тимчасово править замість монарха (під час неповноліття, хвороби дійсного монарха). Регент також призначався під час неможливості монарха виконувати свої обов'язки, його відсутності або коли монарший рід скінчився.

## За країною

### Ісландія
- У Ісландії регент представляв короля Данії, поки країна не була проголошена республікою у 1944 р.;

### Французьке королівство
- дочка Ярослава Мудрого Анна Ярославна, ставши королевою Франції, була регентом малолітнього короля Філіпа І;
- мати Людовика XIV Анна Австрійська була регентом під час малолітства майбутнього короля.

### Британія
Обов'язки індивідуального регента у період, коли англійський монарх був малолітнім чи з іншої причини не міг правити самостійно виконувала особа з титулом лорда-протектора. Не плутати з другим значенням цього титулу — у період Англійської революції, після страти короля, титул лорда-протектора отримав Олівер Кромвель.
З часу закінчення епохи Англійської республіки та реставрації монархії і до сьогодні титул у Британії не вживається. Майбутній Георг IV, який у 1811—1820 роках був регентом при хворому батькові Георгу III, використовував титул «принц-регент».

### Російська імперія
- Олександр Меншиков був регентом 12-річного імператора Петра ІІ.

### Японія
Ре́гент (【摂政】, せっしょう, сешшьō, «той, хто тримає управління») — імператорський регент в Японії. Призначають у випадку неповноліття правлячого імператора або обіймання престолу імператором-жінкою. Традиційно обирали з членів імператорської родини, але з IX століття стали призначати з членів аристократичного роду Фудзівара. Пост регента передбачений чинним японським законодавством, зокрема Законом про імператорський дім 1949 року.
Згідно з японськими письмовими джерелами VIII століття, першим регентом була напівлегендарна японська імператриця Джінґу (170—269). Проте факт використання нею цього титулу і посади не підтверджений документами її епохи. Відповідно першим історичним регентом вважається принц Шьотоку. Він був призначений на цю посаду указом Імператора-жінки Суйко у 593 році.
Традиційно регентів призначали з членів імператорської родини. Однак 866 року цю посаду зайняв Фудзівара но Йошіфуса, голова роду Фудзівара, що не був членом імператорської родини. Відтоді на цій посаді були лише піддані імператора, голови або члени аристократичних родів Японії.
Питанню регента присвячено Статті 16-21 Розділу ІІІ Закону про імператорський дім Японії, що є чинним від 1949 року. Він передбачає встановлення цієї посади рішенням Ради імператорського дому у випадку неповноліття імператора (Стаття 16.1) або його неспроможності виконувати державні обов'язки через тяжку душевну чи тілесну недугу чи з інших вагомих причин (Стаття 16.2). Призначення на посаду регента (сешшьо) відбувається у такому порядку: Великий син Імператора або Великий онук Імператора, Імператорський принц або Принц, Імператриця, Імператриця-мати, Велика Імператриця-мати, Імператорська принцеса або Принцеса (Стаття 17.2). Зазвичай на час виконання обов'язків регента не можуть притягувати до кримінальної відповідальності (Стаття 21).